# Anders Aldrin
Anders Gustaf Aldrin, född 29 augusti 1889 på Stjernfors bruk, Värmland död 1970 i USA, var en svensk-amerikansk målare och grafiker.

## Biografi
Han var son till knippsmeden Anders Henrik Aldrin och Johanna Stjärnlöf och släkting till Buzz Aldrin.
Aldrin utvandrade till USA 1911 där han träffade och gifte sig 1918 med Ester Lindberg 1918 (1891-1946), dotter till en svenska baptistpastor.
Under första världskriget deltog han med de amerikanska ingenjörstrupperna i Europa. När han drabbades av turberkolos blir han inlagd på militärsjukhuset i Prescott Arizona där han började måla tavlor. Han bosatte sig 1922 i Kalifornien och har sedan dess med några få avbrott varit verksan Los Angeles. 
Han har studerat vid Otis Art Institute i Los Angeles samt vid California School of Fine Arts i San Francisco 1927-1930 där han av Frank Morley Fletcher lärde sig tekniken med färgade träsnitt, något som senare kom bli ett av Aldrin signum. Han har ställt ut separat på ett flertal platser i USA och deltagit i en rad samlingsutställningar i USA och Europa. Han var representerad med landskapslitografien The Horsehoe Bend i The Society of American Etchers vandringsutställning i Europa 1937.
Hans konst bestod av porträtt, mariner och landskap i olja och akvarell samt färgade träsnitt. Konstkritikern Arthur Muller, ansåg honom vara en av de främsta målarna i Kalifornien under perioden 1940-1960.
Aldrin är representerad på bland annat Library of Congress i Washington, Bbiblioteket vid Rutgers University i Newark New Jersey.